# WS-Trust
WS-Trust ist eine WS-*-Spezifikation, welche die WS-Security Spezifikation erweitert. Das Ziel von WS-Trust ist es, zugesicherte Eigenschaften für bestimmte Subjekte für eine Domäne und zwischen verschiedenen Domänen (Trust Domänen) zu vermitteln. Insbesondere geht es dabei um das Herausgeben, Erneuern und Validieren von Security Tokens sowie um Möglichkeiten, sicheren Nachrichtenaustausch zu vermitteln, herzustellen und zu bewerten.
Die WS-Trust Spezifikation wurde von einer Vielzahl an Unternehmen erarbeitet und im März 2007 durch OASIS als Standard anerkannt.

## Überblick
WS-Trust beinhaltet:
- Das Konzept eines Security Token Services (STS) – ein Webservice, der Security Tokens herausgibt, die mit WS-Security kompatibel sind.
- Das Format der Nachrichten, die genutzt werden, um Security Tokens anzufordern sowie die Antworten auf diese Anfragen
- Mechanismen zum Austauschen von Keys.

### Informationsfluss mit einem Security Token Service (STS)
Ein Client will auf einen bestimmten Service-Endpunkt zugreifen. Hierzu fragt er in einem ersten Schritt den Endpunkt, welchen STS er anfragen muss, um ein gültiges Token zu bekommen. Nachdem der Client das gültige (signierte) Token vom STS bekommen hat, kann er die Anfrage, die das Token des STS enthält, an den Service-Endpunkt schicken. Damit ist der Client authentifiziert. Der Service-Endpunkt muss noch über die Autorisierung entscheiden und dann eine entsprechende Antwort senden.
WS-Trust verwendet die Standards WS-SecurityPolicy und WS-MetaDataExchange und erweitert die Spezifikationen WS-Security und WS-SecureConversation.

## Implementierungen
- Microsofts Windows Communication Foundation (WCF)
- Oracles Web Services Interoperability Technology (WSIT)
- SAP NetWeaver Identity Management[2]

## Entwickler von WS-Trust
Die an der Entwicklung beteiligten Unternehmen waren Actional Corporation, BEA Systems, Computer Associates International, IBM, Layer 7 Technologies, Microsoft, Oblix, OpenNetwork Technologies, Ping Identity Corporation, Reactivity, RSA Security Inc. und Verisign.